# ارين ستيفنز
ارين ستيفنز (بالإنجليزية: Warren Stephens)‏ هو شخصية أعمال أمريكي، ولد في 18 فبراير 1957 في ليتل روك في الولايات المتحدة.

## وصلات خارجية
- ارين ستيفنز على موقع إن إن دي بي (الإنجليزية)